# Михаил Попев
Михаил Попев е български революционер, деец на Вътрешната македоно-одринска революционна организация.

## Биография
Роден е в град Прилеп, тогава в Османската империя. Става член Прилепския околийски комитет на ВМОРО от есента на 1907 година. През септември 1910 година по време на обезоръжителната акция на младотурците е арестуван заедно с Петър Ацев, Алекси Колищърков и други дейци на ВМОРО.